# Magnesi hydride
Magnesi hydride, hay magie monohydride là một chất khí có công thức hóa học MgH. Nó thường tồn tại ở nhiệt độ cao, chẳng hạn như trong bầu khí quyển của Mặt Trời hay các ngôi sao.

## Lịch sử
George Downing Liveing và James Dewar được cho là những người đầu tiên tạo ra và quan sát vạch quang phổ từ MgH vào năm 1878. Tuy nhiên ông không nhận ra đó là chất gì.

## Dạng đime
Magnesi hydride có thể tạo thành hai loại đime: HMgMgH và một dạng nữa có cấu trúc hình thoi (◊) (HMg)2. Magnesi hydride cũng có thể tạo phức với hydro, HMg·H2.

## Các gốc tự do liên quan
HMgO (Magnesioxyl) và HMgS (magnesisunfanyl) đã được nghiên cứu về mặt lý thuyết. HMgO và HMgS có năng lượng thấp hơn.